# Política de Comoras

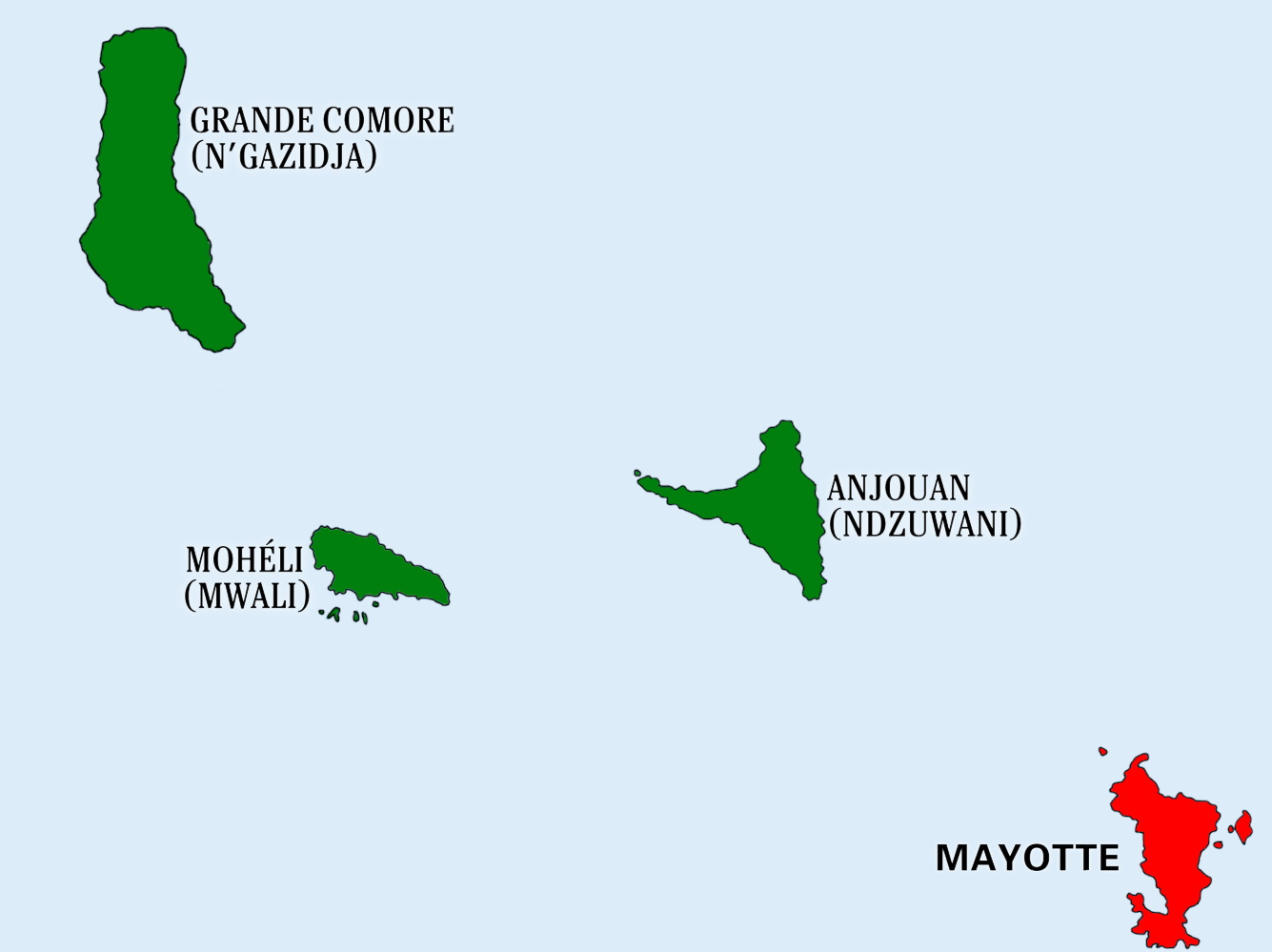
Mapa para ubicar a Comore

Después de los acuerdos de paz firmados el 17 de febrero de 2001 entre el gobierno y los separatistas se elaboró una constitución aprobada en referéndum el 23 de diciembre del mismo año, pasándose a denominar el país Unión de las Comoras (en francés: Union des Comores, Udzima wa Komori, en árabe: جزر القمر‎, Ğuzur al-Qamar), teniendo las islas Ngazidja, Nzwani y Mwali amplia autonomía, con un presidente propio y un texto constitucional también propio. La presidencia de la unión se rota entre los candidatos de las tres islas al cabo de cuatro años.